# Manuel Sefciuc
Manuel Sefciuc (* 1987) ist ein österreichischer Schauspieler.

## Leben
Manuel Sefciuc machte von 2008 bis 2011 eine Schauspielausbildung an der 1st filmacademy in Wien. Am Theater wirkte er unter anderem an Aufführungen der Kulturszene Kottingbrunn mit, etwa als Porthos in Die drei Musketiere oder als Orlando in Wie es euch gefällt, außerdem stand er mit dem Wiener E3 Ensemble Theater in Bash, Stücke der letzten Tage auf der Bühne. Im Kärntner ORF-Landkrimi Wenn du wüsstest, wie schön es hier ist verkörperte er 2015 die Rolle Charly Rauter. 2016 stand er für Dreharbeiten zur ORF-Fernsehserie Schnell ermittelt vor der Kamera, wo er in der Episode Alice Leutgeb als Mike Taschner eine Episodenhauptrolle hatte.
Während seiner Schauspielausbildung lernte er Wolfgang Rauh kennen, mit dem er Wolfman Productions gründete. Der Name ist eine Kombination ihrer beiden Vornamen.
In der ORF-Serie Wischen ist Macht (2020) verkörpert er die Rolle des Kärntners Valentin „Volte“ Gradischnig.

## Filmografie (Auswahl)
- 2015: Superwelt
- 2015: Landkrimi – Wenn du wüsstest, wie schön es hier ist (Fernsehreihe)
- 2015: Wolfman Solutions (Serie)
- 2015: SOKO Donau/SOKO Wien – Vor aller Augen (Fernsehserie)
- 2015: Blockbuster – Das Leben ist ein Film
- 2015: Horvathslos Staffel 3
- 2016: SOKO Kitzbühel – Racheengel (Fernsehserie)
- 2016: Mein Fleisch und Blut
- 2017: Die Hölle – Inferno
- 2017: Loslassen
- 2017: Schnell ermittelt – Alice Leutgeb (Fernsehserie)
- 2017: Tatort: Wehrlos (Fernsehreihe)
- 2018: St. Josef am Berg
- 2018: Blind ermittelt – Die toten Mädchen von Wien (Fernsehreihe)
- 2018: Landkrimi – Achterbahn (Fernsehreihe)
- 2018: Erik & Erika
- 2019: SOKO Donau/SOKO Wien – Dünne Luft (Fernsehserie)
- 2019: SOKO Kitzbühel – Die falschen Fremden (Fernsehserie)
- 2019: Südpol (Fernsehfilm)
- 2019: CopStories – Stille Nacht (Fernsehserie)
- 2019: Dennstein & Schwarz – Pro bono, was sonst!
- 2020: Wischen ist Macht (Fernsehserie)
- 2022: SOKO Linz – Grenzverschiebung (Fernsehserie)
- 2022: Euer Ehren (Fernsehserie)
- 2023: Am Ende wird alles sichtbar
- 2024: Landkrimi: Steirergift (Fernsehreihe)
- 2024: SOKO Donau/SOKO Wien – Schlussakkord (Fernsehserie)
- 2025: Wiener Blut – Berggericht (Fernsehreihe)
- 2025: Tatort: Messer (Fernsehreihe)